# Wilhelm Fabini
Wilhelm Fabini (n. 29 februarie 1936, Brașov) este un artist plastic sas din România.
Al treilea copil la părinți, este frate cu arhitectul Hermann Fabini și cu graficianul Helmut Fabini.
După terminarea Liceului Johannes Honterus din Brașov, a studiat scurt timp la Institutul de metalurgie din Brașov, după care a urmat cursurile Institutului de Arte Plastice Ion Andreescu din Cluj, unde a studiat, printre alții, cu profesorii Virgil Fulicea și Romulus Ladea.
După absolvire lucrează la Fabrica de faianță din Sighișoara și ca instructor de ceramică la Casa pionierilor din Sighișoara (începând din 1969).
În perioada 1965-1975 a participat la multe expoziții, considerând acest timp drept un moment de renaștere al artei în România.
A obținut premii internaționale la unele expoziții și competiții la care a participat: Nagoya (Japonia), Vallauris (Franța), Moscova, Atena, Florența etc. În 1976 a câștigat medalia de aur la Concursul internațional de ceramică de la Faenza (Italia).
Cu prilejul aniversării a 80 de ani de la obținerea de către Hermann Oberth a diplomei de profesor de fizică și matematică la Universitatea din Cluj, în perioada 16-17 mai 2003 s-a desfășurat simpozionul "Hermann Oberth și bazele științifice ale zborului cosmic", ocazie cu care a fost dezvelit bustul savantului, realizat de sculptorul Wilhelm Fabini.
Este membru activ al Forumului Democrat al Germanilor din România.